# International Scout and Guide Fellowship

Logo der ISGF

Die International Scout and Guide Fellowship (ISGF) ist der Weltverband der Altpfadfinderorganisationen. Sie wurde 1953 gegründet und ist von den beiden Pfadfinder-Jugendweltverbänden WOSM (World Organization of the Scout Movement) und WAGGGS (World Association of Girl Guides and Girl Scouts) anerkannt. Der Verband ist beratendes Mitglied bei UNICEF (United Nations International Children’s Emergency Fund, UN-Kinderhilfswerk) und beteiligt sich an Projekten von UNHCR (United Nations High Commissioner for Refugees, UN-Flüchtlings-Hochkommissariat). Die Verbandssprachen sind Englisch und Französisch.

## Geschichte
Schon vom Gründer der Pfadfinder, Lord Robert Baden-Powell, kamen 1931 erste Hinweise zu einem Zusammenschluss von Altpfadfindern. 1933 war die Gründung des ersten nationalen Verbandes, der „St. Georgs-Gilde Dänemark“. Da nach 1945 in vielen Ländern Altpfadfindervereinigungen entstanden, forderten diese die Schaffung eines weltweiten Verbandes. Bis 1952 dauerten die Verhandlungen mit WOSM und WAGGGS, am 23. Oktober 1953 konnte die International Federation of Former Scouts and Guides (IFOFSAG; französisch Amitié Internationale des Scouts et Guides Adults, AIDSEGA), gegründet werden. Die damalige Mitgliedszahl lautete 40.000 Männer und 5.000 Frauen.
Der Gründungstag 23. Oktober wird seit 1964 in allen Gilden als Weltfreundschaftstag gefeiert. Bei der 21. Weltkonferenz 1996 in Montegrotto (Italien) wurde der Name auf International Scout and Guide Fellowship (ISGF; französisch Amitié Internationale des Scouts et Guides, AISG) geändert.

## Organisation

### Weltkomitee und Weltbüro
Die ISGF ist für die Administration, Organisation und Wachstum der weltweiten Gilden-Bewegung zuständig. Sie veranstaltet internationale Treffen, hält den Kontakt zu den Jugendverbänden, zu internationalen und staatlichen Institutionen und koordiniert alle grenzüberschreitenden Aktionen.
Alle drei Jahre findet eine Weltkonferenz statt (zuletzt 2011 in Como), bei der das Weltkomitee (acht Mitglieder aus acht Ländern) gewählt wird. Vorsitzender ist der Präsident, das Weltkomitee ist das Führungsgremium der ISGF, ihm gehören auch Vertreter von WOSM und WAGGGS an. Das Weltbüro ist für die laufenden Arbeiten im Verband zuständig und wird von einem Generalsekretär geleitet, der einen Sitz im Weltkomitee hat. Der Sitz des Weltbüros ist in Brüssel.
Alle Länder, die mindestens 125 Gildemitglieder haben, sind Vollmitglieder, die bei der Weltkonferenz vier Delegierte stellen (unabhängig von ihrer Größe). Diese  Landesverbände werden „National Fellowships“ (NF) genannt. Länder, die diese Zahl (noch) nicht erreichen, sind assoziierte NF, die nur Sitz-, aber kein Stimmrecht haben. Erwachsene in deren Ländern kein anerkannter Gildeverband existiert und die sich den Prinzipien und Zielen von ISGF unterwerfen, können direkt der Central Branch (CB – Zentralgilde) beitreten. Die CB hat bei der Weltkonferenz ebenfalls vier Stimmen.

### Mitgliedsländer

Logo der Subregion Zentraleuropa

Es gibt fünf Regionen, vier Subregionen (in Europa) und die Central Branch.
1. Region Afrika (7 NF und 1 assoziierte NF)
2. Region Arabien (10 NF)
3. Region Asien & Pazifik (8 NF)
4. Region Westliche Hemisphäre (7 NF und 2 assoziierte NF)
5. Region Europa
  1. Subregion Norden & Baltikum (8 NF und 2 assoziierte NF)
  2. Subregion Westeuropa (5 NF)
  3. Subregion Südeuropa (6 NF)
  4. Subregion Zentraleuropa (10 NF) – deutschsprachige Länder, sowie Lettland, Polen, Rumänien, Schweiz (dieser Verband ist zweisprachig, deutsch/französisch), Slowakei, Tschechien und Ungarn, Beobachterstatus haben Estland, Litauen, Slowenien und Ukraine
6. Central Branch (30 Länder mit rund 700 Mitgliedern)

Bei der Europakonferenz 2010 in Zypern wurde für die Periode 2010 bis 2013 ein neues Europakomitee (Präsidium) bestellt. Es setzt sich zusammen aus Präsident Olav Bolle (Norwegen), Vizepräsident Hans Slanec (Österreich), Kassier Photis Mammides (Zypern) und Sekretärin Kathrin Diver (Großbritannien).

### Deutschsprachige Verbände
- Pfadfinder-Gilde Österreichs
- Pfadfindergilde Liechtenstein
- Verband Deutscher Altpfadfindergilden
- Ehemalige Pfadi Schweiz / Anciens Scouts de Suisse

### Mitgliedszahlen
Die ISGF hatte 2007 76.796 Mitglieder in 67 Ländern. Die sieben mitgliederstärksten National Fellowships sind Großbritannien, Italien, Dänemark, Belgien, Tschechien, Australien und Österreich.

## Aktionen
- Unterstützung von WOSM und WAGGGS: ISGF überweist an die beiden Jugend-Weltverbände jährlich einen bei der Weltkonferenz festgelegten Betrag zur Unterstützung der Administration. Außerdem werden die NF bei der direkten Hilfe für ihre lokalen Pfadfinderorganisationen unterstützt.
- Twinning: ISGF vermittelt Landesverbänden oder einzelnen Gilden Partner in anderen Ländern zur Kontaktpflege, grenzüberschreitendem Erfahrungsaustausch und direkter Hilfe mit Sachwerten oder persönlichem Arbeitseinsatz
- UNHCR (UN-Flüchtlingshochkommissariat): bei allen Aktionen, die WOSM, WAGGGS und ISGF für Flüchtlinge unternehmen, beteiligt sich UNHCR mit 50 % an den Kosten
- Haiti-Projekt: vier Schulen in kleinen haitianischen Ortschaften werden mit Geld- und Sachzuschüssen, sowie direktem Arbeitseinsatz renoviert und auf ein besseres Lern-Niveau gebracht
- Äthiopien- und Nepal-Projekt: Bau und Verbesserung von schulischen Einrichtungen (Aktion der skandinavischen NF)
- Uganda Network: Hilfswerk für Kinderheime in Uganda
- The International European Kenyan Scout Development Project „Harambee Costa Kenya“ (Harambee ist Swahili für Zusammenarbeit): Unterstützung der kenianischen Pfadfinder (Aktion einiger NF der Subregion Zentraleuropa)
- J. S. Wilson-Fund: jährlich werden $ 1.000,- für die Weiterbildung eines Pfadfinders aus einem Entwicklungsland zur Verfügung gestellt (der Fund ist nach Colonel J. S. Wilson, dem ehemaligen Direktor von WOSM und Ehrenpräsident von ISGF benannt)
- Europäisches Forum der Gilde-Pfadfinder in Großarl (Österreich): internationales Treffen zum Erfahrungs- und Gedankenaustausch

## Publikationen
- Carlo Guarneri: Storia dell' Amicizia Internationale. Verlag Strade Aperte, Medienverlag von MASCI (Movimento Adulti Scout Cattolici Italiani), 2005 (französische Übersetzung 2006, englische Übersetzung 2007).
- Alfred Partsch: Die „International Scout and Guide Fellowship“. Geschichte und Gegenwart unseres Weltverbandes. Eigenverlag Pfadfinder-Gilde Österreich, Wien 2006 (deutsch nach dem Buch von Carlo Guarneri, mit Ergänzungen).
- Quarterly Circular. Mitteilungen von ISGF/AISG.
- Zentraleuropa @ktuell. Zeitschrift der Subregion Zentraleuropa der ISGF/AISG.